# Moses Hamon
Moses Hamon (1490-1567) fue un médico y lingüista judío.
Moses Hamon era el hijo de Joseph Hamon con quien llegó a Constantinopla. Allí se convirtió en médico personal de Solimán I y acompañó al sultán en sus viajes y campañas. Fue muy apreciado por el sultán. Aunque oficialmente solo era el cuarto en la jerarquía, ganaba casi el mismo salario que el Hekimbaşı con 75 Asper por día. También se le otorgó el derecho a construir una casa de cuatro pisos en la ciudad. A menudo fue llamado cuando había dificultades en la comunidad e intervino a favor de los judíos con Suleyman. Sobre todo, en 1553 logró que todas las acusaciones de sangre fueran juzgadas directamente ante el sultán. Un año antes había convencido al gobernante para que le diera refugio a Gracia Nasi en la ciudad.
Luego de un controvertido tratamiento para la gota del sultán con un ungüento que contenía opio, Hamon cayó en desgracia, presumiblemente debido a las tensiones políticas dentro del palacio. Fue reemplazado por el médico musulmán Seyh Qaysunizade Mahmud y se dice que murió poco después «por vergüenza».
Hamon hablaba turco, hebreo y árabe con fluidez y publicó literatura judía en Constantinopla, donde construyó una ieshivá. En 1546 publicó el Pentateuco trilingüe, que yuxtapuso la traducción persa de Jakob ben Josef Tawus, la traducción aramea de Targum Onkelos y la traducción árabe de Saadia Gaon.

## Enlaces  externos
- Este artículo contiene fragmentos pertenecientes a la Jewish Encyclopedia de 1901-1906, una obra que se encuentra ya en el dominio público.
- Suleiman I. Archivado el 4 de marzo de 2016 en Wayback Machine. en la Biblioteca Virtual Judía

- Datos: Q983414